# Juin 1837

## Événements
- 6 juin : assassinat du président Diego Portales au Chili par des militaires mutins.

- 7 juin, France :
  - Le ministre de l'Instruction publique Salvandy inclut Tocqueville dans une promotion de chevaliers de la Légion d'honneur; ce dernier s'irrite de passer de ce fait pour un partisan du ministère présidé par son cousin Molé.
  - La Presse s'étonne qu'à l'occasion du mariage princier ne figurent dans les promotions de la Légion d'honneur ni Dumas, ni Balzac, ni Victor Hugo.

- 8 juin, France : Victor Hugo s'excuse de ne pouvoir assister aux fêtes de Versailles données à l'occasion du mariage du duc d'Orléans.

- 9 juin, France : le duc d'Orléans écrit à Victor Hugo pour s'excuser de l'oubli et lui assurer qu'il sera réparé.

- 10 juin, France : inauguration du musée de Versailles.
- 15 juin, Bas-Canada, Proclamation de Gosford, interdisant les assemblées publiques d'un caractère équivoque et séditieux.

- 16 juin, France : mort du duc de Laval (Adrien de Monmorency, grand ami de Madame Récamier).

- 18 juin : nouvelle Constitution ultra-libérale en Espagne : création d’une chambre législative supplémentaire, introduction d’un système électoral à caractère national et reconnaissance des droits individuels.

- 20 juin : début du long règne de la reine Victoria du Royaume-Uni (fin en 1901).

- 23 juin et 22 août, France : Alexis de Tocqueville publie ses premiers grands articles, les « Lettres sur l'Algérie » dans La Presse de Seine-et-Oise.

- 24 juin : les Busaidi d’Oman éliminent les Mazrui, gouverneurs de Mombasa. Ils sont maîtres de toute la côte swahili.

- 26 juin, France : Renduel met en librairie les Voix intérieures de Hugo.

## Naissances
- 7 juin : Aloïs Schicklgruber, père d'Adolf Hitler qui prendra définitivement le nom de Hitler en 1876 († 3 janvier 1903)[1].
- 8 juin : Ivan Kramskoï, peintre et critique d'art russe († 5 avril 1887).
- 22 juin : Paul Bachmann (mort en 1920), mathématicien allemand.

## Décès
- 20 juin : Guillaume IV du Royaume-Uni.